# Ruisseau du Séoux
Le ruisseau du Séoux est une rivière du sud de la France. C'est un affluent direct du Tarn en rive gauche, donc un sous-affluent de la Garonne.

## Géographie
De 10,5 km de longueur, le ruisseau du Séoux prend sa source commune de Puygouzon sous le nom Ruisseau de Fontrose et se jette dans le Tarn en rive gauche commune d'Albi sous le nom de ruisseau du Séoux.

### Communes et cantons traversés
- Tarn : Albi, Le Sequestre, Puygouzon, Castelnau-de-Lévis.

## Principaux affluents
- Ruisseau de la Serre : 2,9 km